# 葛下郡
- 令制国一覧 > 畿内 > 大和国 > 葛下郡
- 日本 > 近畿地方 > 奈良県 > 葛下郡

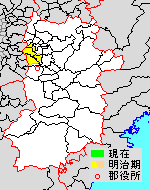
奈良県葛下郡の範囲

葛下郡（かつげぐん）は、奈良県（大和国）にあった郡。

## 郡域
1880年（明治13年）に行政区画として発足した当時の郡域は、下記の区域にあたる。
- 香芝市・北葛城郡上牧町・王寺町の全域
- 大和高田市の大部分（池尻・藤森・奥田・吉井・根成柿・秋吉・西坊城・出村を除く）
- 葛城市の大部分（忍海・新町・南花内・薑・林堂・西辻・山田・平岡・山口・笛吹・脇田・梅室を除く）

## 歴史

### 古代
葛城の下郡の意で、近世までは「かつらぎのしものこおり」と呼ばれた。3代安寧天皇の片塩浮孔宮（『日本書紀』）が大和高田市三倉堂にあったとされている。

#### 郷
『和名類聚抄』に記される郡内の郷。
- 神戸
- 山直
- 高額
- 賀美
- 蓼田
- 品治（保無智）
- 當麻（多以末）

#### 式内社
『延喜式』神名帳に記される郡内の式内社。
| 神名帳                       | 神名帳               | 神名帳 | 神名帳         | 比定社                       | 比定社                   | 比定社           | 集成 |
| 社名                         | 読み                 | 格     | 付記           | 社名                         | 所在地                   | 備考             | 集成 |
| ---------------------------- | -------------------- | ------ | -------------- | ---------------------------- | ------------------------ | ---------------- | ---- |
| 葛下郡 18座（大13座・小5座） |                      |        |                |                              |                          |                  |      |
| 葛木倭文坐天羽雷命神社       | -シトリ-ハツチノ-    | 大     | 月次新嘗       | （論）葛木倭文坐天羽雷命神社 | 奈良県葛城市加守         |                  |      |
| 葛木倭文坐天羽雷命神社       | -シトリ-ハツチノ-    | 大     | 月次新嘗       | （論）博西神社               | 奈良県葛城市寺口         |                  |      |
| 片岡坐神社                   | カタヲカ-            | 名神大 | 月次新嘗       | 片岡神社                     | 奈良県北葛城郡王寺町本町 |                  |      |
| 長尾神社                     | ナカヲノ             | 大     | 月次新嘗       | 長尾神社                     | 奈良県葛城市長尾         |                  |      |
| 石園坐多久虫玉神社 二座      | イハソノ-            | 並大   | 月次新嘗       | 石園座多久虫玉神社           | 奈良県大和高田市片塩町   |                  |      |
| 調田坐一事尼古神社           | ツキタノ-            | 大     | 月次新嘗       | 調田坐一事尼古神社           | 奈良県葛城市疋田         |                  |      |
| 金村神社                     | カナムラノ           | 大     | 月次新嘗       | 金村神社                     | 奈良県葛城市大屋         |                  |      |
| 葛木御県神社                 | -ミアガタノ          | 大     | 月次新嘗       | 葛木御縣神社                 | 奈良県葛城市葛木         |                  |      |
| 深溝神社                     | フカミソノ           | 小     |                | （論）鹿島神社               | 奈良県香芝市西下田       |                  |      |
| 深溝神社                     | フカミソノ           | 小     | （論）貴舟神社 | 奈良県北葛城郡上牧町上牧     |                          |                  |      |
| 火幡神社                     | ホハタノ             | 名神大 | 月次新嘗       | 火幡神社                     | 奈良県北葛城郡王寺町畠田 |                  |      |
| 志都美神社                   | シツミノ             | 小     |                | 志都美神社                   | 奈良県香芝市今泉         |                  |      |
| 伊射奈岐神社                 | イザナギノ           | 小     |                | 伊邪那岐神社                 | 奈良県北葛城郡上牧町下牧 |                  |      |
| 当麻都比古神社 二座          | タイマ-              | 小     |                | 當麻津日古神社               | 奈良県葛城市當麻         | 當麻山口神社摂社 |      |
| 当麻山口神社                 | タイマヤマクチノ     | 大     | 月次新嘗       | 當麻山口神社                 | 奈良県葛城市當麻         |                  |      |
| 大坂山口神社                 | オホサカノヤマクチ   | 大     | 月次新嘗       | （論）大坂山口神社           | 奈良県香芝市穴虫         |                  |      |
| 大坂山口神社                 | オホサカノヤマクチ   | 大     | 月次新嘗       | （論）大坂山口神社           | 奈良県香芝市逢坂         |                  |      |
| 葛木二上神社 二座            | カツラキノフタカミノ | 大     | 月次新嘗       | 葛木二上神社                 | 奈良県葛城市染野字二上山 |                  |      |
| 凡例を表示                   |                      |        |                |                              |                          |                  |      |

### 近世
「旧高旧領取調帳」に記載されている明治初年時点での支配は以下の通り。幕府領は奈良奉行が管轄。●は村内に寺社領が、○は村内に寺社除地が存在。（78村）
| 知行         | 知行           | 村数 | 村名 |
| ------------ | -------------- | ---- | --- |
| 幕府領       | 幕府領         | 21村 | 瓦口村、別所村、竹ノ内村、岡崎村、有井村、山内村、北花内村、○中戸村、道穂村、○西室村、○高田村、田井村、土庫村、大中村、新庄村、中村（現・葛城市）、○当麻村、曽大根村、○藤井村（現・葛城市）、●○王寺村、○逢阪村 |
| 幕府領       | 旗本領         | 5村  | 太田村、木戸村、尺土村、○寺口村、松塚村 |
| 幕府領       | 幕府領・旗本領 | 1村  | ○弁之庄村 |
| 藩領         | 大和郡山藩     | 42村 | ○下牧村、○畠田村、○平野村、○上里村、中筋村、今泉村、高村、○北今市村、○下田村、○畑村、○加守村、狐井村、○磯壁村、今在家村、○五位堂村、勝根村、新在家村、○長尾村、○南今市村、八川村、○大畑村、東室村、柿本村、○疋田村、○市場村、磯野村、中村（現・大和高田市）、築山村、○三倉堂村、大橋村、○上牧村、五ヶ所村、○関屋村、○田尻村、藤井村（現・王寺町）、大谷村、○良福寺村、神楽村、正道寺村、桑海村、○勝目村、○大西村 |
| 藩領         | 下野壬生藩     | 4村  | 野口村、池田村、○鎌田村、○染野村 |
| 藩領         | 大和櫛羅藩     | 3村  | 笛堂村、大屋村、○兵家村 |
| 藩領         | 大和高取藩     | 1村  | 今里村 |
| 幕府領・藩領 | 幕府領・郡山藩 | 1村  | ○穴虫村 |

### 近代
- 慶応4年
  - 2月5日（1868年2月27日）[11] - 奈良奉行の管轄地域が奈良府の管轄となる。
  - 5月21日（1868年7月10日） - 寺社領・旗本領が奈良府の管轄となる。
  - 7月29日（1868年9月15日） - 奈良府が改称して奈良県（第1次）となる。
- 明治4年
  - 7月14日（1871年8月29日） - 廃藩置県により、藩領が郡山県、壬生県、櫛羅県、高取県の管轄となる。
  - 11月22日（1872年1月2日） - 第2次府県統合により、全域が奈良県の管轄となる。
- 明治初年（80村）
  - 中筋村の一部が分立して中筋村出作となる。
  - 今里村の一部が分立して今里村川合方となる。
- 明治5年 - 正道寺村・桑海村が合併して葛木村となる。（79村）
- 明治7年（1874年） - 葛木村が分割して正道寺村・桑海村となる。（80村）
- 明治8年（1875年）（78村）
  - 藤井村（現・葛城市）・弁之庄村が合併して金沢村となる。
  - 兵家村・太田村が合併して岩橋村となる。
  - 中村（現・葛城市）が改称して西中村となる。
- 明治9年（1876年）4月18日 - 第2次府県統合により堺県の管轄となる。
- 明治10年（1877年） - このころ中村（現・大和高田市）が改称して東中村となる。
- 明治12年（1879年） - 大西村が曽大根村に合併。（77村）
- 明治13年（1880年）4月15日 - 郡区町村編制法の堺県での施行により、行政区画としての葛下郡が発足。葛上郡御所町に「御所郡役所」が設置され、同郡および高市郡・忍海郡とともに管轄したが、まもなく「高市葛上葛下忍海郡役所」に改称。
- 明治14年（1881年）2月7日 - 大阪府の管轄となる。
- 明治15年（1882年） - 金沢村が分割して藤井村（現・葛城市）・弁之庄村となる。（78村）
- 明治17年（1884年） - 藤井村（現・葛城市）が改称して南藤井村となる。
- 明治20年（1887年）（76村）
  - 11月4日 - 奈良県（第2次）の管轄となる。
  - 西中村・大橋村が当麻村に合併。
- 明治21年（1888年） - 上里村・中筋村が合併して上中村となる。（75村）

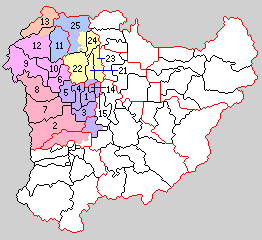
1.高田町 2.新庄村 3.浮孔村 4.磐園村 5.陵西村 6.五位堂村 7.磐城村 8.當麻村 9.二上村 10.下田村 11.上牧村 12.志都美村 13.王寺村 14.土庫村 15.松塚村（紫：大和高田市 桃：香芝市 赤：葛城市 橙：北葛城郡王寺町 青：合併なし 21 - 25は広瀬郡）

- 明治22年（1889年）4月1日 - 町村制の施行により、以下の町村が発足。（1町14村）
  - 高田町 ← 高田村、山内村、中井戸村［一部］[12]（現・大和高田市）
  - 新庄村 ← 新庄村、寺口村、葛木村、南藤井村、大屋村、北花内村、柿本村、笛堂村、西室村、東室村、北道穂村、南道穂村、弁之庄村、中戸村、疋田村（現・葛城市）
  - 浮孔村 ← 三倉堂村、東中村、曽大根村、勝目村、田井村、今里村、今里村川合方（現・大和高田市）
  - 磐園村 ← 磯野村、大中村、有井村、神楽村、築山村（現・大和高田市）
  - 陵西村 ← 池田村、大谷村、野口村、市場村、岡崎村（現・大和高田市）
  - 五位堂村 ← 五位堂村、良福寺村、鎌田村、瓦口村、別所村（現・香芝市）
  - 磐城村 ← 竹ノ内村、長尾村、木戸村、尺土村、八川村、南今市村、岩橋村、大畑村（現・葛城市）
  - 當麻村 ← 当麻村、勝根村、加守村、今在家村、染野村、新在家村（現・葛城市）
  - 二上村 ← 穴虫村、畑村、磯壁村、関屋村、田尻村（現・香芝市）
  - 下田村 ← 下田村、逢坂村、狐井村、北今市村、五ヶ所村（現・香芝市）
  - 上牧村 ← 上牧村、下牧村、中筋村出作（現・上牧町）
  - 志都美村 ← 上中村、畠田村、今泉村、高村、平野村（現・香芝市）
  - 王寺村 ← 王寺村、藤井村（現・王寺町）
  - 土庫村 ← 土庫村、中井戸村［大部分］[12]（土庫・松塚組合村。現・大和高田市）
  - 松塚村（土庫・松塚組合村。単独村制。現・大和高田市）
- 明治30年（1897年）4月1日 - 郡制の施行のため、葛下郡・広瀬郡の区域をもって北葛城郡が発足。同日葛下郡廃止。

## 行政
御所郡長→堺県高市・葛上・葛下・忍海郡長
| 代 | 氏名     | 就任年月日                | 退任年月日               | 備考         |
| -- | -------- | ------------------------- | ------------------------ | ------------ |
| 1  | 江馬朝道 | 明治13年（1880年）4月15日 | 明治14年（1881年）2月6日 | 大阪府に移管 |

大阪府高市・葛上・葛下・忍海郡長
| 代 | 氏名     | 就任年月日                | 退任年月日                | 備考           |
| -- | -------- | ------------------------- | ------------------------- | -------------- |
| 1  | 江馬朝道 | 明治14年（1881年）2月7日  | 明治18年（1885年）        |                |
| 2  | 中西保   | 明治18年（1885年）        | 明治19年（1886年）10月4日 | 西成郡長へ転任 |
| 3  | 田部密   | 明治19年（1886年）10月4日 | 明治20年（1887年）11月3日 | 奈良県へ移管   |

奈良県高市・葛上・葛下・忍海郡長
| 代 | 氏名     | 就任年月日                | 退任年月日                | 備考                                        |
| -- | -------- | ------------------------- | ------------------------- | ------------------------------------------- |
| 1  | 田部密   | 明治20年（1887年）11月4日 | 明治22年（1889年）1月31日 | 依願免本官                                  |
| 2  | 瀧口歸一 | 明治22年（1889年）2月1日  | 明治22年（1889年）2月27日 | 式上式下宇陀十一郡長による兼官のち免兼官    |
| 3  | 中西保   | 明治22年（1889年）2月27日 | 明治26年（1893年）8月23日 | 非職のち明治27年（1894年）4月18日依願免本官 |
| 4  | 畠山好敏 | 明治26年（1893年）8月23日 | 明治29年（1896年）8月17日 | 吉野郡長へ転任                              |
| 5  | 恩田壽夫 | 明治29年（1896年）8月17日 | 明治30年（1897年）3月31日 | 広瀬郡との合併により葛下郡廃止              |